# 모도 (소프트웨어)
모도(Modo, MODO로 양식화됨, 원래 명칭은 modo)는 현재 The Foundry에 병합된 Luxology가 개발한 폴리곤 및 서브디비전 서피스(Subdivision surface) 모델링, 조각, 3차원 페인팅, 애니메이션, 렌더링 패키지이다. 이 프로그램은 n-gons, edge weighting과 같은 기능을 포함하고 있으며, 마이크로소프트 윈도우, 리눅스, macOS 플랫폼에서 실행된다.

## 역사
모도는 원래 아미가 플랫폼에서 개발하여 1980년대 말, 1990년대 초에 방송국에서 인기있던 아미가 기반 비디오 토스터 워크스테이션에 번들된 선구적인 3차원 응용 프로그램 라이트웨이브 3D을 개발한 소프트웨어 공학자들에 의해 만들어졌다. 회사는 미국 캘리포니아주의 마운틴뷰에 있다.

## 렌더러
모도의 렌더러는 멀티 스레드 방식이며 프로세서나 프로세서 코어에 비례하여 스케일링된다. 즉, 8코어 머신은 코어 당 동일한 속도를 내는 싱글 코어 머신에 비해 약 8배로 이미지를 렌더링하게 된다. 모도는 최대 32 코어에서 실행되며 네트워크 렌더링을 옵션으로 제공한다.